# کاسا لوما
کاسا لوما (انگلیسی: Casa Loma) عمارت و باغی است به سبک نئوگوتیک در شهر تورنتو که امروزه یکی از دیدنی‌های این شهر به‌شمار می‌رود. این بنا که ساختن آن از سال ۱۹۱۱ تا ۱۹۱۴ به طول انجامید، در اصل محل زندگی سر هنری میل‌پلت، تاجر تورنتویی بوده‌است. معمار این بنا ئی.جی. لنوکس بود.
قصر کازا لوما (Casa Loma؛ به زبان اسپانیایی به معنی خانهٔ روی تپه) با ارتفاع صد و چهل متر از سطح دریا، یک مجموعه خانه و باغ به سبک گوتیک و در مرکز شهر تورنتو قرار دارد که امروزه از آن به عنوان موزه بهره‌برداری می‌شود.
این بنا به محل زندگی تاجری به نام هنری پلات Henry Pellatt در سالهای ۱۹۱۱ تا ۱۹۱۴ ساخته شده و سازنده آن لنوکس (E. J. Lennox) معمار زبر دست اهل تگزاس آمریکا بود.
صر کازا لوما با شمایل معماری یگانه‌اش، را می‌توان برای پس از پایان ساعت بازدید موزه اجاره کرد.
این قصر با داشتن ۹۸ اتاق و مساحتی بالغ بر ۶۰۱۱ متر مربع، بزرگ‌ترین اقامتگاه شخصی در کانادا بوده‌است.

## بازسازی
از سال ۱۹۹۷ تا ۲۰۱۲ در یک دوره بازسازی پانزده ساله، با سرمایه ای نزدیک به سی و سه میلیون دلار بازسازی بیرونی اش انجام گرفت.

## فرهنگ عامه
با توجه به منحصربفرد بودن معماری این عمارت، کاسا لوما مکان مناسب و جذابی برای ساختن فیلم و سریال است. فیلم‌هایی چون مردان ایکس، شیکاگو، لباس رسمی و انبار ۱۳ در کاسالوما فیلمبرداری شده‌اند.
کاسا بوما هم‌چنین یک مکان محبوب برای برگزاری مراسم عروسی و جشن‌ها است. این مکان تاریخی را می‌توان در بعد از ظهر و بعد از پایان ساعت رسمی بازدید اجاره کرد.